# Zespół mieszkalny przy ul. Karwowskiego w Poznaniu
Zespół mieszkalny przy ul. Karwowskiego w Poznaniu – zespół domów spółdzielczych Spółdzielni Urzędników Niemieckich (DBWBV – Deutscher-Beamter-Wohnungs-Bau-Verein), zlokalizowany w Poznaniu przy ul. Karwowskiego 2-24 na Łazarzu.
Zespół zaprojektował Joseph Leimbach w latach 1912–1913. Bryła grupy budynków jest urozmaicona, nie zastosowano oficyn, tylko sięgacz z wewnętrznym placykiem oraz obszerne podwórza. W czterokondygnacyjnym zespole znalazły się mieszkania o zróżnicowanym standardzie. Również rozwiązania elewacyjne nie są ujednolicone i różnią się zastosowanym detalem. Lokale przeznaczono dla średniej kadry urzędniczej – posiadały po trzy-cztery pokoje. W architekturze dominują formy wczesnomodernistyczne, jednak nie dochodzi do nadmiernych uproszczeń brył. 